# József Annus
József Annus (n. 6 mai 1940, Maroslele - d. 14 decembrie 2005), a fost un scriitor, romancier și redactor maghiar.